# 水利権

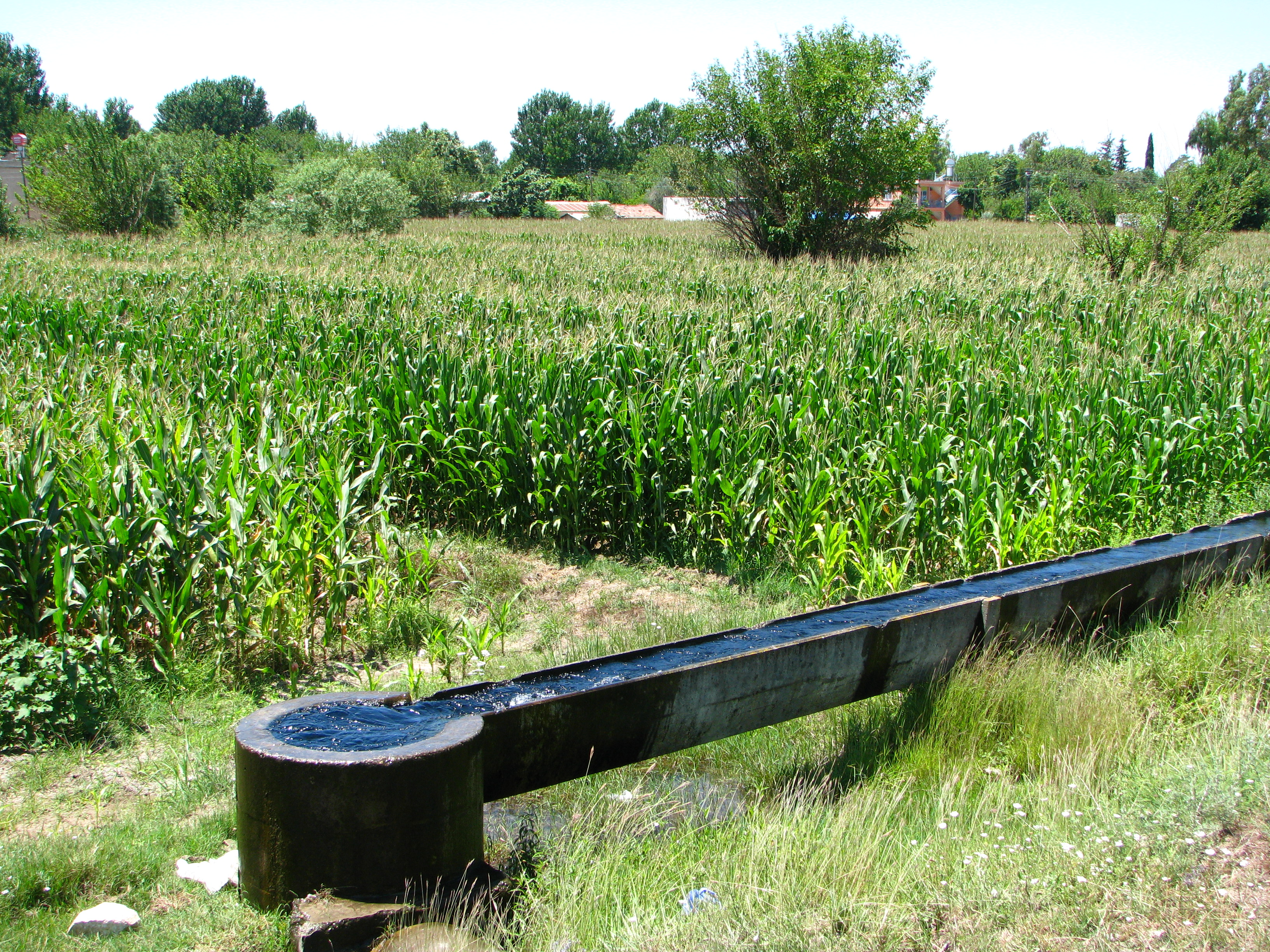
畑に水を引く

灌漑

水利権（すいりけん）とは、河川の流水・湖沼の水などの水資源を排他的に取水し利用することができる権利。

## 概要
河川法が規定する公法上の権利（行政機関の許可に基づく権利。「免許」、「特許」とも言う。）である。
ただし、河川法等の公法の適用は直ちに私法の適用を排除するものではないため、公法の規定に反しない限りにおいて、行政機関に対する私法上の債権としての性質を持つ権利である。ヨーロッパでは14世紀、法学者バルトールスらにより法体系化された。
日本では「免許の売買」「免許の譲渡」と呼ばれる地位の承継（河川法33条、34条）を行うことによって、他人に引き継ぐことができる。大きくは「慣行水利権」と「許可水利権」に分けられる。
水利権は水量が安定的に利用できる場合が原則で、これを安定水利権といい、この他に暫定水利権、豊水水利権、暫定豊水水利権がある。また、水利権を濫用した場合は、行政は保有している免許を取り消す、行政処分を行う権限もある。

## 慣行水利権
水利に関係する法律の成立以前の取り決めによって水の利用が認められていた者に対し、河川法87条（経過措置）、88条（許可等を受けたものとみなされる者の届出）によって与えられる権利。明治29年の河川法成立以前より取水を行っていた農業用水などに認められている。河川法成立後2年以内の届け出が指導されたが、河川の指定を受ける以前から取水を行っていたことが、社会的に認知されていれば成立するため、届出のない慣行水利権は多い。

## 許可水利権
河川法にもとづき、河川管理者の許可により生ずる水利権である。
通常10年単位で河川管理者と協議して更新することとなっている。なお河川法上、河川管理者の許可がなければ水利権の売買や譲渡はできないことになっている（34条1項）。

## 水利権の目的例
- 灌漑
- 上水道
- 水力発電